# Topaze-Klasse (1904)
Die Topaze-Klasse, auch als Gem-Klasse bezeichnet, war eine Klasse von vier Geschützten Kreuzern der britischen Marine, die von 1904 bis 1919 in Dienst stand.

## Geschichte
Die Einheiten der Topaze-Klasse waren die letzten und größten Geschützten Kreuzer 3. Klasse, welche für die britische Marine gebaut wurden. Ursprünglich war geplant acht Einheiten der Klasse zu fertigen, doch nur in den Bauprogrammen der Jahre 1902/03 (Topaze und Amethyst) und 1903/04 (Diamond uns Sapphire) wurden je zwei Einheiten bewilligt.

## Einheiten
| Name     | Bauwerft                             | Kiellegung      | Stapellauf       | Indienststellung | Außerdienstellung |
| -------- | ------------------------------------ | --------------- | ---------------- | ---------------- | ----------------- |
| Topaze   | Cammell, Laird & Company, Birkenhead | 14. August 1902 | 23. Juli 1903    | 6. Dezember 1904 | 7. Oktober 1919   |
| Amethyst | Armstrong Whitworth, Elswick         | 7. Januar 1903  | 5. November 1903 | 17. März 1905    | 1919              |
| Diamond  | Cammell, Laird & Company, Birkenhead | 24. März 1903   | 6. Januar 1904   | Januar 1905      | 1919              |
| Sapphire | Palmers, Jarrow                      | 30. März 1903   | 17. März 1904    | 7. Februar 1905  | 1919              |